# Dornelas (Aguiar da Beira)
Dornelas ist eine Gemeinde (freguesia) in Portugal. 
Zu Dornelas gehören, außer Dornelas selbst, noch die beiden Ortschaften Colherinhas und Porto de Aguiar. Die Gemeinde belegt nach Fläche (23,7 km²) und der Zahl ihrer 666 Einwohnern (Stand 19. April 2021) jeweils den dritten Rang in ihrem Kreisbezirk (Município). Dornelas liegt in dessen Südwesten und grenzt im Norden an Cortiçada, im Osten an Penaverde und im Süden an Forninhos. Im Südwesten grenzt die Gemeinde an den Kreisbezirk Penalva do Castelo und im Nordwesten an den Kreisbezirk Sátão.
Wirtschaftlich ist die Gemeinschaft Dornelas hauptsächlich durch Landwirtschaft, Tierzucht, Forstwirtschaft, Lebensmittelproduktion, Holzproduktion und im Gesundheitswesen geprägt.